# Mars Oxygen ISRU Experiment

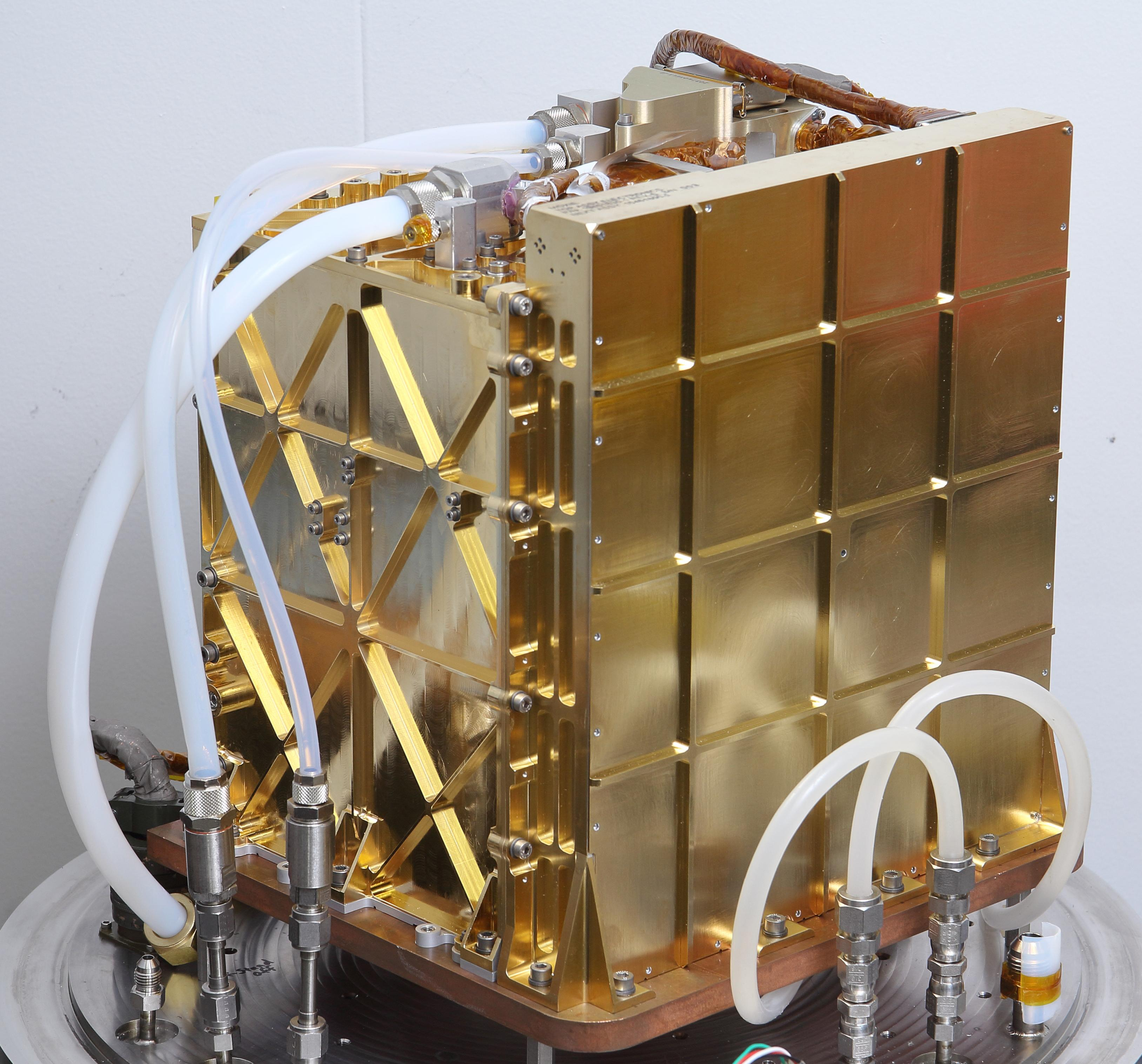
Zařízení MOXIE při testování

Mars Oxygen ISRU Experiment (zkráceně MOXIE) je nástroj, který slouží k výrobě kyslíku. Vznikl v rámci mise Mars 2020. Na Mars jej dopravil rover Perseverance. Nástroj byl vytvořen na Massachusettském technologickém institutu se spolupráci dalších univerzit a vědeckých institutů. Poprvé byl spuštěn 20. dubna 2021, kdy vytvořil 5,4 gramu kyslíku. Za hodinu by mělo být vyrobeno až 10 gramů kyslíku.
MOXIE, která se nachází na roveru Perseverance je velký asi jako autobaterie, ale do budoucnosti jsou plánovány velké MOXIE, které by mohly dosahovat rozměrů rodinných domů. Díky kyslíku z MOXIE by se při cestě člověka na Mars nemuselo na Zemi natankovat tolik kapalného kyslíku, protože jeho zásoby by byly doplněny zařízením MOXIE na Marsu. Díky MOXIE by se mohl uskutečnit také plán NASA a evropské agentury ESA, jehož cílem je dopravit vzorky hornin z Marsu k bližšímu zkoumání zpět na Zemi.

## Název[1]
Název je odvozen od anglického Mars Oxygen In situ Experiment, což je odvozeno od toho, že na Marsu dělá kyslík (anglicky Oxygen, latinsky oxygenium). In situ znamená na místě a experiment odkazuje na to, že jde pouze o pokus.
Moxie v angličtině může znamenat i osobní rys - volně přeloženo odvážný, vytrvalý nebo temperamentní.

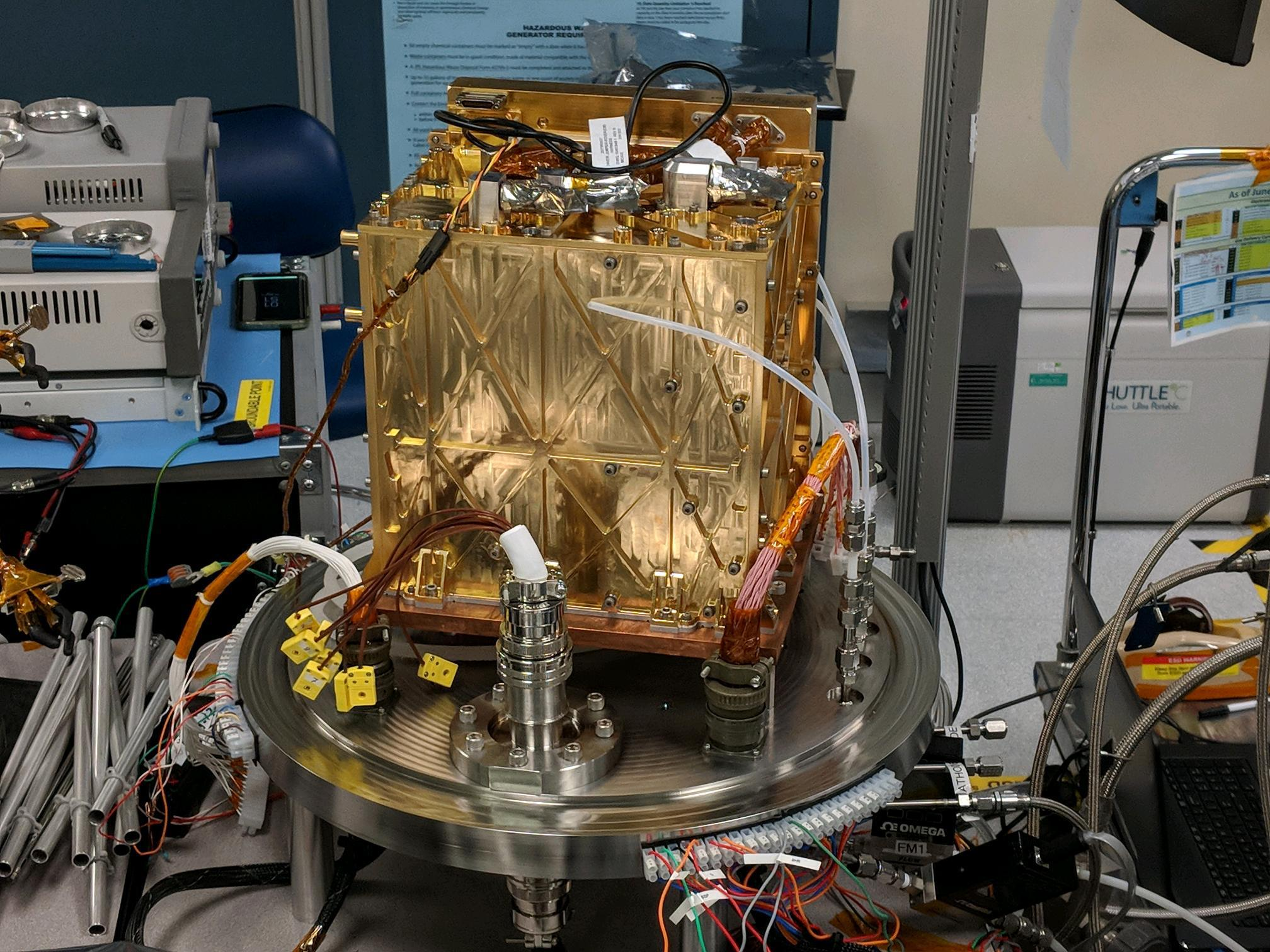
Zařízení MOXIE při testování

## Technologie

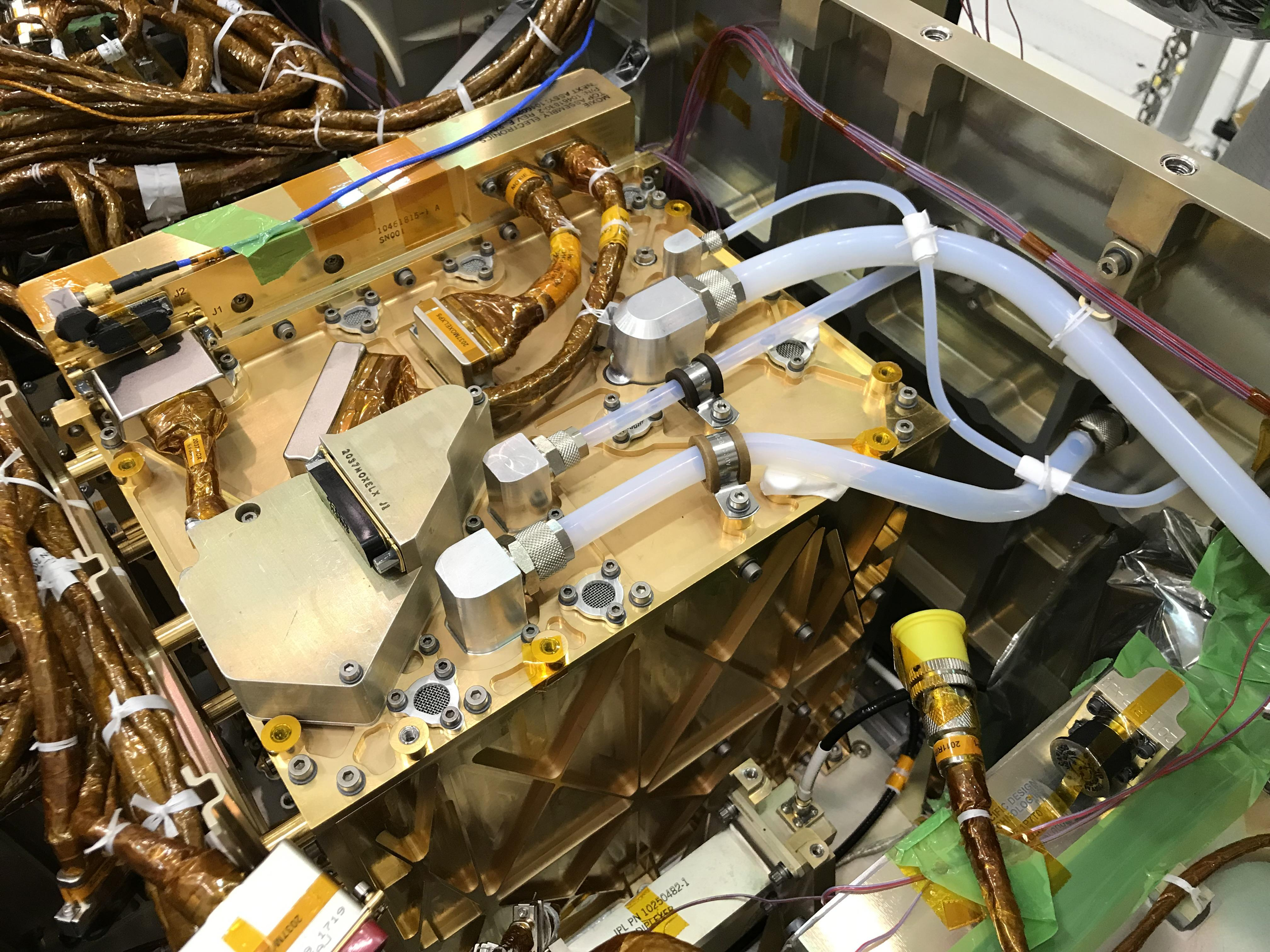
Zařízení MOXIE umístěné ve vozítku

Zařízení vyrábí z oxidu uhličitého kyslík. Výroba spotřebovává mnoho energie, proto je na napájení zařízení vyčleněno 300 Wattů. Na výrobu je nutná také vysoká teplota, která dosahuje hodnot kolem 800 stupňů Celsia. Díky kyslíku z MOXIE by se při cestě člověka na Mars nemuselo na Zemi natankovat tolik kapalného kyslíku, protože jeho zásoby by byly doplněny zařízením MOXIE na Marsu. Odpadní CO pak lze použít jako nekvalitní palivo, nebo po reakci s vodou jako kvalitní palivo.

### Princip
Zařízení vychytává ze vzduchu vyčištěného pomocí HEPA filtru. Následně pomocí spirálového kompresoru a ohřívačů štěpí molekuly CO2 na molekuly O2 a CO. Celý systém funguje na principu vysokoteplotní elektrolýzy na pevných oxidech.

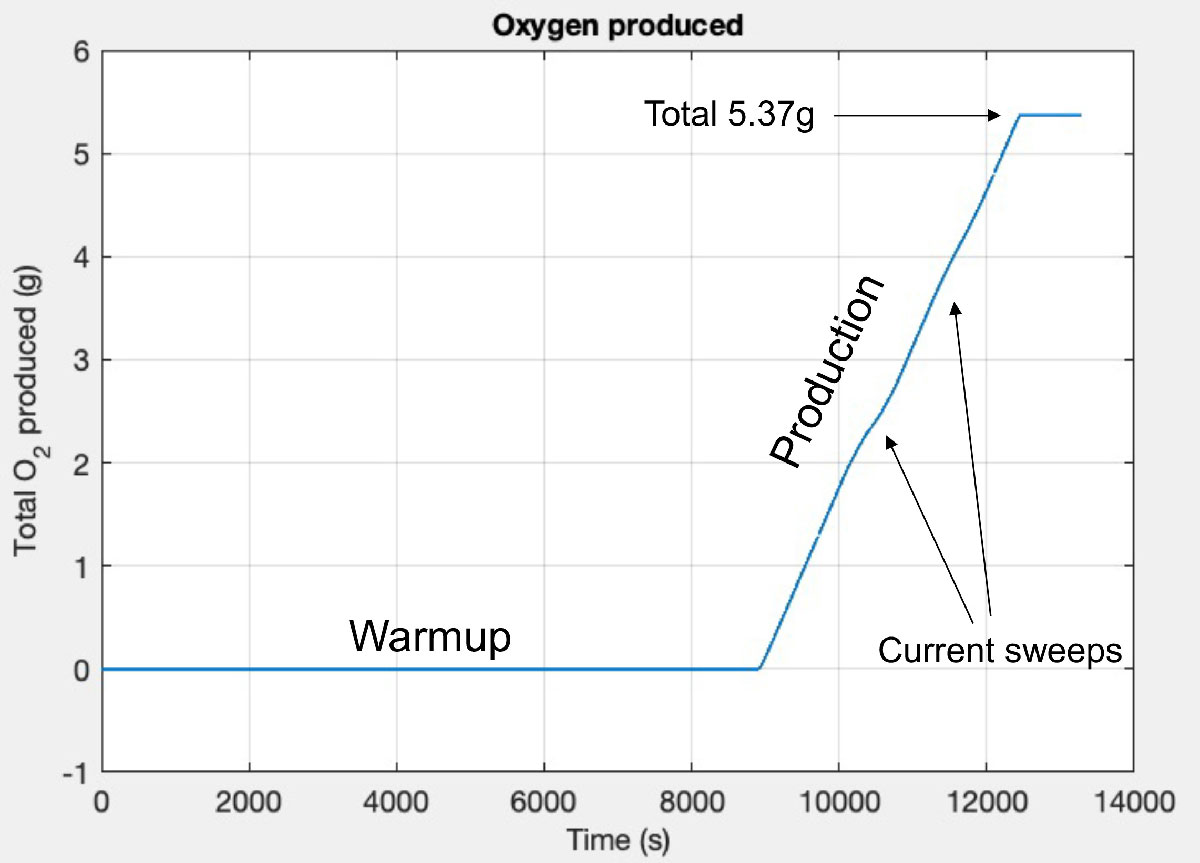
Graf výroby kyslíku ze 20. dubna 2021

## Výroba kyslíku
Zařízení by mělo být schopno vyrábět až 10 hodin denně kyslík. Každou hodinu by mělo být vyrobeno 6 až 10 gramů.
První výroba kyslíku na povrchu Marsu úspěšně proběhla 20. dubna 2021. NASA to oznámila 21. dubna 2021.

## Technické specifikace
- Hmotnost: 17,1 kilogramu
- Napájení: 300 Wattů
- Rozměry: 923,9x23,9x30,9 centimetru
- Umístění: uvnitř roveru

## Vývoj
Na zařízení pracovali odborníci z Massachusettského technologického institutu. Do projektu se zapojily i další univerzity, například Imperial College London, Space Exploration Instruments LLC, Destiny Space Systems LLC, Niels Bohr Institute, Kodaňská univerzita, Arizonská státní univerzita a Technická univerzita v Dánsku.